# Опольский народный костюм
Опо́льский наро́дный костю́м (пол. strój opolski) — один из вариантов силезского народного костюма, который был распространён в прошлом у жителей Опольской Силезии. Так же, как и розбаркский и цешинский костюмы включается в число наиболее представительных типов верхнесилезской традиционной одежды.
Исследованию истории опольского народного костюма посвящена монография польского этнографа Б. М. Базелих Strój opolski (2008). Как исторические экспонаты образцы опольского костюма и его элементы выставлены в музеях города Ополе — в Музее опольской деревни и в Музее Опольской Силезии.

## Мужская одежда
Опольский традиционный мужской костюм в его праздничном варианте во многом схож с розбаркским (бытомским) народным костюмом. Цветовая гамма мужской одежды этих регионов объединяется общими чертами, перекликающимися с европейской модой второй половины XVIII века, а её детали и элементы напоминают мундиры прусской армии времён короля Фридриха II.
Так же, как и в розбаркском в опольском мужском костюме основой являлась белая полотняная или хлопковая рубаха с длинными рукавами и небольшим отложным воротником. Манжеты рукавов и воротник рубахи украшались мережкой. Под воротник поязывался шёлковый платок (едбовка). У молодёжи едбовка чаще всего была зелёного цвета, у мужчин среднего и старшего возраста — голубого. Поверх рубахи надевался длинный жилет до бёдер (бруцлек) из тёмно-синего сукна на белом или красном подкладе. Жилет украшался частым рядом латунных пуговиц и красной окантовкой по бортам и клапанам карманов. Из такой же ткани, как и бруцлек, шилась длинная куртка или пиджак (камузол) с воротником-стойкой и фалдами на спине в районе пояса. Камузол также украшался латунными пуговицами и красной окантовкой. Неотъемлемой частью мужского костюма были брюки из жёлтой замши (еленёки). В позднем варианте костюма (в XIX веке) замшевые брюки стали заменять суконными тёмно-синими брюками с красными лампасами под цвет верхней части костюма. Кроме этого, в состав костюма включалась чёрная войлочная шляпа (каня) и кожаные сапоги с высокими голенищами (кропы). В зимний период опольские мужчины носили длинное до середины голени суконное пальто (площ) с высоким стоячим воротником, как правило, тёмно-синего цвета.
Во второй половине XIX века мужской народный костюм стала вытеснять городская одежда. Мужчины стали ориентироваться на общеевропейскую моду того времени из-за быстрой индустриализации Верхней Силезии и из-за массового выезда на сезонные работы из Силезии в другие районы Германии. К концу XIX века опольский мужской костюм составляли пиджак (или куртка) на шёлковом подкладе и брюки — в основном из шерстяной ткани чёрного или синего цвета. Чаще всего костюм шили на заказ в швейных мастерских. Под пиджаком носили белую рубаху, под воротник которой повязывался галстук или надевалась бабочка. Дополняли мужской костюм шляпа и туфли, которые по цвету и форме соответствовали меняющимся модным тенденциям, причём всё чаще шляпу и обувь жители Опольской Силезии стали приобретать в магазине.

## Женская одежда
Женский народный костюм ополян в отличие от мужского не походит на розбаркский — он выделяется среди прочих силезских костюмов особой разновидностью чепца, особым кроем платья и своеобразием вышивок на блузке. Женский опольский костюм сохранялся в обиходе намного дольше мужского — в традиционном виде он встречался в Опольской Силезии вплоть до 1930-х годов.
Основой женского опольского костюма был каботек — короткая приталенная белая блузка с объёмными рукавами (в форме буфа) из тонкой льняной или хлопковой ткани (зимний каботек шили с длинными рукавами, летний — с короткими). Обычно каботек украшали вышивкой и кружевами в цветочных мотивах на манжетах и вороте. Каботек носили поверх белой полотняной сорочки (цяснохи), а на сам каботек надевали платье без рукавов (мазелонек). Мазелонек включал две основных детали, сшитые между собой — лиф и юбку. Лиф (оплецек, вырх) шили обычно из суконной ткани в тёмной цветовой гамме, чаще всего синего или коричневого цвета, реже — тёмно-зелёного или чёрного, юбку (спудницу) чаще всего шили из шерстяной фабричной ткани голубых тонов. На груди и на спине лиф имел глубокие округлые вырезы. По краям этих вырезов, а также по краям рукавов пришивались широкие атласные ленты с разноцветными узорами. Оплецек украшался как на груди, так и на спине яркой вышивкой в цветочных мотивах. Украшалась также юбка — по низу к ней пришивалась лента (галонка) (в Ополе и его окрестностях — красного цвета, в других районах Опольской Силезии встречались галонки других цветов). Поверх спудницы опольские жительницы надевали шёлковый или парчовый фартук со сборками на талии. Дополнялся женский костюм красными чулками и чёрными туфлями с застёжкой на ремешке. Распространёнными головными уборами у женщин Опольской Силезии были белый полотняный чепец и сплетённый из искусственных цветов и коралловых бусин венец (галанда). Чепец замужних женщин обычно был богато украшенным и отличался особым кроем. По краям чепца пришивались белые кружева, а задняя часть этого головного убора оформлялась цветными узорчатыми лентами из шёлка. Вышивка чепца выполнялась преимущественно в цветочных мотивах.
В конце XIX — начале XX века женский костюм ополян начал изменяться — мазелонек стал вытесняться шёлковыми или шерстяными платьями (кецками) из фабричной ткани тёмных тонов без каких-либо вышивок и надеваемыми поверх платьев кафтанами (яклями) с воротником-стойкой. Несколько изменился фартук — он стал короче и уже, его часто стали украшать разного рода вышивками. Вместо чепца женщины всё чаще стали носить платки различного типа — они делились на летние и зимние, повседневные и праздничные. Каждый из типов платка имел своё название: сатки, плахты, меринки, шпигели, хеклувки и т. д..

## Свадебный костюм
Свадебный костюм невесты Опольской Силезии состоял из чёрной бархатной якли и такого же цвета бархатной кецки под ней, дополненной белым фартуком из жаккардовой ткани. Также в костюм входил миртовый венок и особый свадебный платок с теми же узорами, что и на фартуке. Сведений о костюме жениха в XIX веке сохранилось очень мало, а костюм XX века уже не отличался какими-либо особенностями — это был чёрный пиджак или фрак, чёрные брюки, белая рубаха с галстуком или бабочкой, а также фетровая шляпа.

## Нысский и олеснинский варианты
В ряде регионов Опольской Силезии бытовали свои разновидности народного костюма, наибольшим своеобразием выделялись, в частности, нысский и олеснинский варианты традиционных костюмов.